# Новогоднее обращение руководителей СССР и России
С новогодним обращением к народу в России выступает президент Российской Федерации. По традиции поздравления начинаются 31 декабря в 23:55 по местному времени каждого из часовых поясов России. В своём новогоднем обращении глава государства, как правило, подводит итоги прошедшего года, определяет приоритеты на следующий год, а также поздравляет граждан страны с наступающим Новым годом.
Советские лидеры в канун Нового года обращались к народу исключительно в официальной обстановке рабочего кабинета, за письменным столом, в официальной одежде. Борис Ельцин также записывал все свои новогодние обращения в кремлёвском кабинете. Обратиться к народу с улицы впервые решился Владимир Путин: в конце 2000 года он записал обращение на Ивановской площади Московского Кремля. Съёмочная площадка представляла собой небольшой навес, под которым были установлены свет, камеры и телесуфлёр. Обращения Дмитрия Медведева записывались на Патриаршем мосту с видом на Кремль.
В СССР позывные «Широка страна моя родная» на фоне Кремля предваряли заставку «Обращение к советскому народу». После этого диктор Игорь Кириллов читал новогоднее обращение от имени ЦК партии, Президиума Верховного Совета и Совета министров СССР. Поскольку чтением новогодних речей занялись профессионалы, жанр новогоднего обращения кристаллизовался окончательно. В настоящее время после речи президента звучат полночный бой курантов и государственный гимн России, исполнение которого сопровождается по телевидению видами ночного Кремля.
Согласно данным TNS Gallup, рейтинг новогодних обращений президента Российской Федерации колеблется в диапазоне от 46,5 % до 54,19 %.

## СССР

### 1935—1970
Впервые обращение главы государства к народу стало возможным в связи с развитием техники, в первую очередь радио, а затем и телевидения. Первым подобным обращением считается новогоднее поздравление по радио 31 декабря 1935 года председателя ЦИК СССР М. И. Калинина к полярникам.
1 января 1936 года газета «Правда» опубликовала над фотографией Иосифа Сталина поздравление «С Новым годом, товарищи, с новыми победами под знаменем Ленина — Сталина!».
31 декабря 1941 года М. И. Калинин впервые в истории СССР обратился с новогодним радиообращением ко всему советскому народу. Речь главы государства была посвящена событиям на фронтах Великой Отечественной войны:
Дорогие товарищи!

Граждане Советского Союза! Рабочие и работницы! Колхозники и колхозницы! Советская интеллигенция! Бойцы, командиры и политработники Красной Армии и Военно-Морского Флота! Партизаны и партизанки! Жители советских районов, временно захваченных немецко-фашистскими оккупантами! Разрешите поздравить вас с наступающим Новым годом. А по случаю наступления Нового года разрешите представить вам краткий итог войны.
Новогоднее поздравление повторилось накануне 1944 года, предшествуя первому исполнению нового государственного гимна СССР. После смерти Калинина новогодние обращения были прерваны до 1953 года.
31 декабря 1953 года по радио и 1 января 1957 года к советскому народу обращался председатель Президиума Верховного Совета СССР К. Е. Ворошилов.
1 января 1954 года «Правда» впервые опубликовала на своей первой полосе информацию о «Новогодней речи» Климента Ворошилова и приёме в честь праздника в Кремле.
Во времена правления Никиты Хрущёва новогоднее обращение к советскому народу публиковалось от имени ЦК КПСС, Верховного Совета и Совета министров СССР без упоминания конкретных личностей.

### С 1970 года и до распада СССР
С расширением общенационального и регионального теле- и радиовещания в СССР сложилась традиция одновременной трансляции новогоднего обращения к советскому народу всеми телеканалами и радиостанциями, работающими в данной местности.
Традицию телеобращений открыл Генеральный секретарь ЦК КПСС Леонид Брежнев перед наступлением 1971 года. Он выступил по телевидению 31 декабря в 23:50, читая обращение. Новогоднее обращение в эфире за несколько минут до полуночи впервые состоялось перед 1979 годом. Затем из-за тяжёлой болезни Брежнева (а потом Юрия Андропова и Константина Черненко) от практики личного поздравления первым лицом государства отошли.
Записи новогодних обращений глав СССР и России на протяжении долгих лет организовывала Калерия Кислова, режиссёр программы «Время» и руководитель съёмочной группы информационной службы Президента России, освещавшей все важнейшие события с участием президента. В частности, Кислова снимала новогодние обращения Михаила Горбачёва, Бориса Ельцина и Владимира Путина. В советское время у операторов не было ещё телевизионного журналистского комплекта (ТЖК) — компактной камеры и аппаратуры для оперативной съёмки. Им приходилось устанавливать передвижную телевизионную станцию (ПТС) и передвижную видеозаписывающую станцию (ПВС): сигнал передавался сначала на ПВС, которая записывала видео на месте, а рулоны с видеозаписью затем отвозили в Останкино. Съёмки по традиции велись на одну камеру, но брали дополнительные на случай выхода основной камеры из строя. Этот принцип использовался и при записи обращений Михаила Горбачёва.
«Комсомольская правда» пишет, что, поскольку Брежнев не умел одновременно читать и смотреть в камеру, в следующем году решили изменить принцип записи советского руководителя. Слова речи были записаны на ватман, который держал директор телецентра «Останкино». Новогоднее выступление генерального секретаря перед советским народом больше походило на доклад на очередном пленуме ЦК. В нём Брежнев сообщил общественности, что за последний год «вступили в строй сотни предприятий, проложены новые магистрали, поднялись новые города», а в конце пожелал «успехов в труде на благо социалистической родины». Помимо Брежнева, в советское время с поздравлениями выступали председатель Президиума Верховного Совета Николай Подгорный, председатель Совета министров СССР Алексей Косыгин и бессменный ведущий программы «Время» Игорь Кириллов.
С 1976 года поздравление к советскому народу зачитывал известный диктор ЦТ Игорь Кириллов. В газетах продолжали публиковать поздравления от ЦК КПСС, Верховного Совета и Совета министров СССР.
Перед новогодним обращением руководителей государства показывался телевизионный фильм «Страна Моя».
Перед боем курантов 31 декабря 1982 года на экране телевизоров появился первый заместитель председателя Президиума Верховного Совета СССР Василий Кузнецов и поздравил советский народ с праздником. В течение некоторого времени после смерти Брежнева должность председателя Президиума ВС СССР оставалась вакантной (Юрий Андропов стал только Генеральным секретарём ЦК КПСС), поэтому появление на экране в новогоднюю ночь именно Василия Кузнецова выглядело логичным. Интересно, что самому Кузнецову на тот момент был 81 год и зачитывал он поздравление в столь почтенном возрасте по бумажке, не пользуясь очками.
В последующие годы советские руководители Юрий Андропов и Константин Черненко не выступали на телевидении.
В декабре 1985 года новогоднее обращение от лица государства возобновил Генеральный секретарь ЦК КПСС Михаил Горбачёв (к этому времени ещё не являвшийся председателем Президиума ВС СССР, в 1985—1988 годах эту должность занимал Андрей Громыко), обратившись из Кремля.
Встреча Нового 1988 года сопровождалась взаимным обменом новогодними телеобращениями между СССР и США: к советскому народу обращался президент США Рональд Рейган, а Михаил Горбачёв — к народу США.
По словам режиссёра Калерии Кисловой, включать камеру можно было только после команды «Мотор!», однако во время записи одного из новогодних обращений Михаила Горбачёва видеокамеру включили ещё до этой команды: таким образом были засняты уникальные кадры работы Михаила Горбачёва, который разговаривал с кем-то по телефону. Рабочие моменты стали снимать по-настоящему только при Борисе Ельцине. Поздравительные речи Михаила Горбачёва затягивались «минут на десять», в то время как у Бориса Ельцина они стали более короткими.
С 1988 по 1991 год на Второй программе ЦТ СССР транслировалось с сурдопереводом.
В декабре 1990 года было показано первое и последнее новогоднее обращение Горбачёва в качестве президента СССР.
С распадом СССР наступление 1992 и 1993 годов не сопровождалось новогодними обращениями первых лиц государства непосредственно перед боем курантов.

## Россия

### Борис Ельцин (1991—2000)
После распада СССР в 1991 году было неизвестно, кому поздравить россиян: Горбачёв уже подал в отставку, а Ельцин 31-го числа был нездоров. 31 декабря 1991 года писатель-сатирик Михаил Задорнов (а не глава государства или диктор) выступил с предновогодним обращением к жителям страны, причём только по 1-му каналу Останкино в рамках новогоднего шоу. Задорнов не уложился в хронометраж, из-за чего трансляцию боя курантов задержали и Новый год пришёл в страну на минуту позже. Однако обращение президента России Бориса Ельцина также было записано и транслировалось на телевидении, но днём ранее.
В преддверии Нового года Ельцин выступил с обращением, посвящённым, главным образом, началу перехода к рыночной экономике и освобождению цен со 2 января 1992 года. Это обращение было выпущено в эфир 30 декабря и на следующий день было опубликовано в «Российской газете». Предновогодняя запись происходила у Ельцина в кабинете: в записи участвовали Калерия Кислова, Игорь Малашенко и Олег Добродеев. Новогодняя была организована в большом зале. Все поздравления Ельцина отличались от речей, произнесённых на неформальном языке прежними руководителями страны. Он был одним из первых руководителей российского государства, который появился перед россиянами с бокалом шампанского. В последующие годы после записи новогоднего обращения Борис Ельцин обычно вручал каждому участнику съёмочной группы по бокалу шампанского, а женщинам ещё и выносил букеты цветов.
С новым 1993 годом Борис Ельцин поздравил россиян в обращении, показанном 30 декабря 1992 года. 31 декабря 1992 года наступление Нового года сопровождалось боем курантов, которые показали в рамках «Новогодней ночи-93» по 1-му каналу Останкино после поздравления народной артистки СССР Софии Ротару.
С новым 1994 годом страну в рекламном ролике на одном из центральных каналов поздравлял президент АО «МММ» Сергей Мавроди (на РТР, Пятом канале и 1-м канале Останкино поздравлять страну стал президент Борис Ельцин, на 2х2 и ТВ-6 до 1996 года его обращения не были показаны на телевидении). При этом 31 декабря 1996 года телеэфир новогоднего обращения Ельцина по ТВ-6 был, о чём свидетельствуют одна из записей эфира с телеканала и сетки вещания его региональных сетевых партнёров.
С декабря 1994 года Ельцин стал выступать на фоне новогодней ёлки, которая в выступлениях прошлых лет в кадре не появлялась.
С новым 1995 годом на НТВ страну поздравляла Алла Пугачёва.
31 декабря 1997 года, в видеозаписи новогоднего обращения Ельцина с новым 1998 годом, помимо самого президента, присутствовала и его семья. После того, как Ельцин закончил свою праздничную речь, к нему подошли члены его семьи и под звон бокалов поздравили друг друга с наступающим праздником.
В декабре 1998 года от трансляции видеозаписи новогоднего обращения Ельцина отказался НТВ, который продемонстрировал вместо неё обращение кукольного Ельцина из передачи «Куклы». С декабря 1998 до декабря 2005 года включительно видеозапись оригинала президентского обращения также не показывалась на телеканале «MTV Россия»: обычно вместо главы государства на нём страну поздравляли ви-джеи телеканала или же Бивис и Баттхед из одноимённого мультсериала.

#### Обращение 31 декабря 1999 года
28 декабря 1999 года съёмочная группа во главе с Калерией Кисловой записала традиционное новогоднее обращение Бориса Ельцина. Хотя обращение было записано с первого дубля, Ельцин сказал Кисловой, что ей, возможно, придётся ещё раз приехать в Кремль для записи нового обращения, текст которого он подготовит сам. Кислова пообещала выслать президенту VHS-кассету с выступлением: речь она смонтировала ночью вместе с гимном и отправила в Кремль через фельдсвязь. Вечером 30 декабря ей сообщили о необходимости приехать в 6 часов утра в Кремль для записи нового обращения.
31 декабря 1999 года группа Кисловой прибыла в Кремль для подготовки к съёмкам. Автором нового обращения выступил советник Президента Валентин Юмашев: в тексте Ельцин заявлял о своём уходе в отставку с поста президента и о том, что исполняющим обязанности президента станет действовавший премьер-министр Владимир Путин. Запись обращения должна была начаться в 10:00, однако текст с обращением группа получила менее чем за полчаса до этого: причиной было стремление Ельцина сохранить содержание своего новогоднего обращения в секрете до начала записи. Сама запись прошла по традиционному сценарию, хотя содержимое речи удивило съёмочную группу. Обращение было показано по российскому телевидению в полдень. Перед полуночью в эфире было показано новогоднее обращение как Бориса Ельцина, так и исполняющего обязанности президента Владимира Путина.

### Владимир Путин (2000—2008, с 2012)

#### 2000—2008
Запись новогоднего обращения Владимира Путина в должности исполнявшего обязанности президента Российской Федерации, велась уже с другими декорациями: съёмочная группа принесла другой стол и другое кресло, немного повернув ёлку. Для записи потребовался всего один дубль, после записи Путин поздравил всю съёмочную группу с Новым годом. В связи с чрезвычайными обстоятельствами записи обращений на монтаж видеозаписи с гимном и её выпуска в эфир времени было очень мало. В своём обращении Путин подчеркнул большую заслугу Бориса Ельцина «в том, что Россия пошла по пути демократии и реформ, не свернула с этого пути, смогла заявить себя как сильное независимое государство». Путин призвал поднять бокалы «за новый век России, за любовь и мир в каждом доме, за здоровье родителей и детей».
31 декабря 2000 года глава государства подвёл итоги прошедшего года, заявив, что в стране появились элементы стабильности. Он подчеркнул, что не у всех в эту праздничную ночь богат стол, не в каждом доме счастье и удача, и «поэтому нужно не забывать о том, что ещё очень много работы, которую выполнить по силам только всем вместе».
В связи со сменой государственного гимна, произошедшей в последние дни 2000 года, на некоторых каналах (в частности, на REN-TV) обращение Владимира Путина 31 декабря было показано без гимна России, завершившись трансляцией курантов.
В новогоднем обращении 31 декабря 2001 года Владимир Путин отметил: «Год 2001-й заметно отличался от предыдущего. Удалось не просто сохранить тенденцию экономического роста и — пусть немного — но всё‑таки улучшить жизнь наших людей. Удалось показать, что неплохие результаты предыдущего года не были случайными».
В своей новогодней речи 2002 года президент Путин подчеркнул, что на пороге третьего тысячелетия «Россия, страна с тысячелетней историей, достойно встречает своё будущее».
31 декабря 2002 года на СТС перед обращением Владимира Путина в 23:45 было продемонстрировано поздравление от семейства Звездуновых из комедийного телесериала «33 квадратных метра» в адрес непосредственно главы государства.
В 2003 году президент заявил: «Отрадно, что в уходящем году у нас родилось больше новых граждан России, чем в прошлом. Это хороший знак. Значит, люди в нашей стране уверенней смотрят в будущее».
Подводя итоги 2004 года, Путин заявил, что укрепился экономический и оборонный потенциал страны, возросли её возможности. По его словам, больше средств вкладывается в образование и науку, разрабатываются программы строительства доступного жилья, повысилось качество медицинского обслуживания.
31 декабря 2005 года Владимир Путин заявил, что прошедший год был в целом позитивным практически во всех областях, и сказал: «У нас очень серьёзные планы в экономике и социальной сфере. Мы будем укреплять обороноспособность России и в самом широком смысле слова защищать интересы наших граждан».
В своей новогодней речи 2006 года Путин сказал: «Мы уже увереннее смотрим в будущее. Мы существенно расширяем горизонты наших планов. Это стало возможным благодаря общим усилиям по возрождению и укреплению страны в последние годы».
31 декабря 2007 года Владимир Путин поблагодарил граждан страны за всё, что было сделано за последние 8 лет. Все эти годы, по его словам, «мы вместе работали для того, чтобы сохранить страну, превратить её в современное, свободное, сильное государство, удобное и комфортное для жизни граждан».

#### С 2012 года
31 декабря 2012 года Владимир Путин вновь обращался к российскому народу, но фон изменился. Обращение записывалось из центра Московского Кремля. Путин поблагодарил граждан страны за доверие и поддержку, призвав их быть «более чуткими и милосердными, щедрыми и заботливыми к своим близким, детям и родителям, к друзьям, коллегам, ко всем, кто нуждается в нашем участии».
31 декабря 2013 года Путин отметил, что России предстояло столкнуться с вызовами и преодолеть серьёзные испытания, такие как теракты в Волгограде и крупные наводнения на Дальнем Востоке. Президент РФ подчеркнул, что в дни испытаний Россия всегда находится в единстве и сплочённости.
31 декабря 2014 года президент поблагодарил россиян за «сплочённость и готовность отстаивать интересы страны». Об аннексии Крыма российский президент заявил: «Крым вернулся домой», назвав это событие «важнейшей вехой в отечественной истории». Также Путин заявил: «Еще несколько лет назад Олимпийские игры в Сочи воспринимались как мечта, а она не просто сбылась. Мы не только подготовили и провели лучшую в истории зимнюю Олимпиаду, но и победили в ней».
31 декабря 2015 года Владимир Путин отметил: «В 2015 году мы отмечали 70-летие Победы в Великой Отечественной войне. Наша история, опыт отцов и дедов, их единство в трудные времена и сила духа являются для нас великим примером, они помогали и будут помогать нам достойно отвечать на современные вызовы».
31 декабря 2016 года Путин в новогоднем обращении перед панорамой Московского Кремля сказал, что прошедший 2016 год «был непростым», но трудности, с которыми столкнулась Россия, мобилизовали страну и подтолкнули её к движению вперёд. Владимир Путин поблагодарил россиян «за победы и достижения, за понимание и доверие, за настоящую, сердечную заботу о России».
31 декабря 2017 года впервые за много лет в предновогодней речи президента не были затронуты ни социальные, ни экономические, ни политические вопросы, ни упоминания о прошедшем году, ни его оценок. Путин отметил, что Новый год традиционно является семейным праздником: «Мы отмечаем его, как было в детстве: с подарками и сюрпризами, с особой теплотой, с ожиданием важных перемен».
31 декабря 2018 года Владимир Путин в обращении пожелал россиянам быть милосердными, не забывать о родных и близких и всегда стремиться к своей мечте, и призвал нацию объединиться, ведь помощников у России «никогда не было и не будет».
31 декабря 2019 года глава государства сказал: «Мы с вами на пороге уже третьего десятилетия XXI века. Мы живём в динамичное, противоречивое время, но мы можем и должны сделать всё, чтобы Россия успешно развивалась… В наступающем году мы будем отмечать 75 лет Победы в Великой Отечественной войне. От всей души поздравляю с новогодними праздниками фронтовиков и тружеников тыла, всех, кто прошёл через тяжелейшие испытания ради будущего нашей Родины».
31 декабря 2020 года Владимир Путин отметил, что уходящий год страна провела достойно, несмотря на трудности. Однако, как отметил Путин, 2020 год также был связан с надеждами, гордостью за тех, кто проявил лучшие человеческие и профессиональные качества. Президент подчеркнул, что страна опирается на ветеранов, «на доблестное поколение, победившее заразу нацизма». Глава государства также отметил, что в 2020 году коронавирус изменил привычный образ жизни, заставив пересмотреть планы. В то же время пандемия, по мнению Путина, помогла многим людям «более внимательно вглядеться в жизнь, прислушаться к своей совести, отбросить мелкое, суетное и по-настоящему оценить самое важное». Данное обращение стало самым длинным за всё время — оно длилось 6 минут (не включая куранты и гимн).
Поздравляя граждан 31 декабря 2021 года, президент заявил, что страна столкнулась с вызовами, однако россияне научились с ними справляться. Путин выразил слова поддержки тем, кто потерял близких из-за пандемии COVID-19, и поздравил всех без исключения военнослужащих, медиков и водителей, дежуривших 31 декабря. Данное обращение длилось 6 минут и 22 секунды, таким образом, побив прошлогодний рекорд.
Новогоднее обращение 31 декабря 2022 года Владимир Путин, отдавший 24 февраля 2022 года в своём видеообращении приказ о вторжении России на Украину, записал обращение на фоне людей в военной форме, которых назвал участниками вторжения. Путин в своей речи в очередной раз обвинил Запад в «подготовке к агрессии», «использовании Украины для ослабления и раскола России», а также в «поддержке неонацистов». Он говорил о мощной консолидации российского общества, что, несмотря на санкции, в России создан «надёжный запас прочности», укрепивший «суверенитет в важнейшей области — экономике». Путин рассуждал о «защите наших людей на наших же исторических территориях, в новых субъектах Российской Федерации», тем самым напоминая об аннексии оккупированных украинских регионов. В этот же день Россия нанесла очередной удар по украинским городам[значимость факта?]. Позднее пресс-секретарь президента РФ Дмитрий Песков заявил, что Путин записал своё обращение в штабе Южного военного округа. Это новогоднее обращение оказалось самым длинным за все время пребывания у власти Путина и длилось 9 минут.
31 декабря 2023 года Владимир Путин вновь обратился к россиянам на традиционном фоне Кремля. Россия второй год вела полномасштабную войну с Украиной, однако, как отметили журналисты, Путин в своей речи не использовал термины «война» или «специальная военная операция». В то же время президент назвал «героями» российских военнослужащих и добавил, что военные «чувствуют поддержку миллионов россиян». Он утверждал, что «Россия никогда не отступит», а «работа на общее благо сплотила общество. Мы едины в наших помыслах, в труде и в бою». Путин заявил, что наступающий год будет в России годом семьи. Обращение стало самым коротким за несколько лет, оно продлилось 3 минуты 44 секунды. 31 декабря 2023 года ВС РФ продолжали наносить удары по Украине[значимость факта?]. По данным Mediascope, новогоднее обращение Владимира Путина 2023 года стало самым рейтинговым за последние пять лет. Его посмотрело 46,6 % россиян старше четырех лет и проживающих в населенных пунктах с населением более 100 тысяч жителей.
В новогоднем обращении 31 декабря 2024 года президент РФ Владимир Путин завил о том, что страна смогла дать «ответ на сложнейшие вызовы». По его словам, делом чести для граждан России стало стремление внести свой вклад в защиту интересов свободного развития государства, его суверенитета и безопасности. Судьбу РФ и благополучие ее граждан президент назвал абсолютной ценностью. А военных — подлинными героями взявшими на себя «великий ратный труд» защищать страну. Также Владимир Путин сообщил о том, что 2025 год объявлен в стране Годом защитника Отечества в честь 80-летия Победы в Великой Отечественной войне. Трансляцию этого новогоднего обращения смотрели 63,6 млн россиян или 46,7 % населения РФ старше четверых лет. Ее вели 28 каналов — на один больше чем в предыдущем году. Речь заняла 3 минуты 35 секунд, став одной из самых кратких за время его президентства.

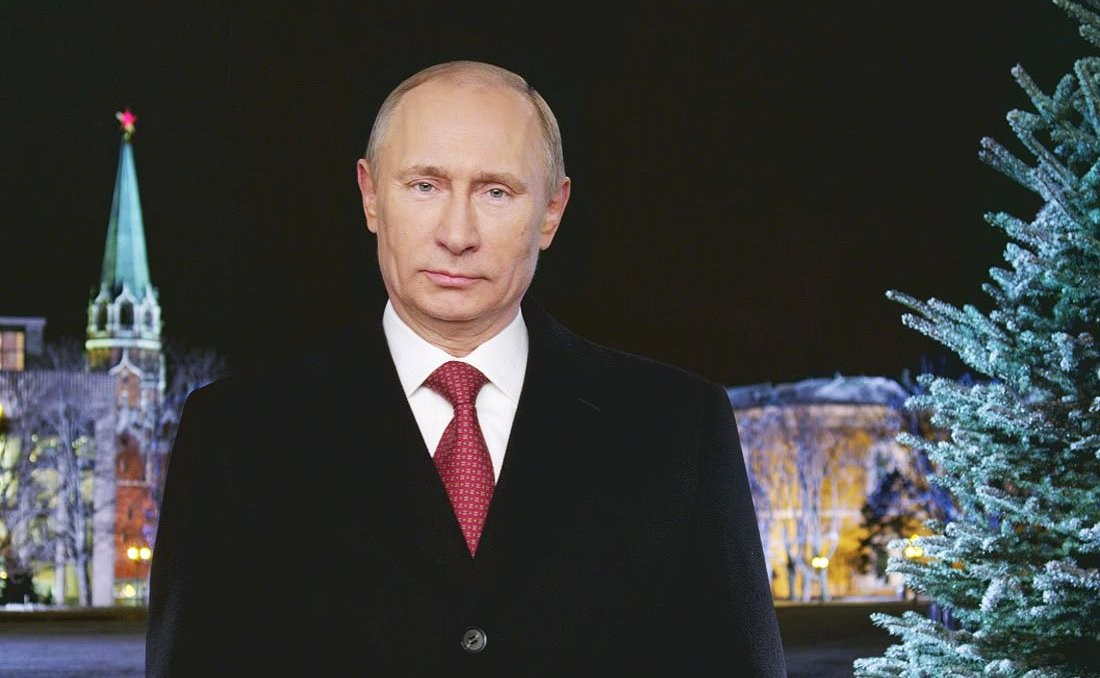
31 декабря 2012 года
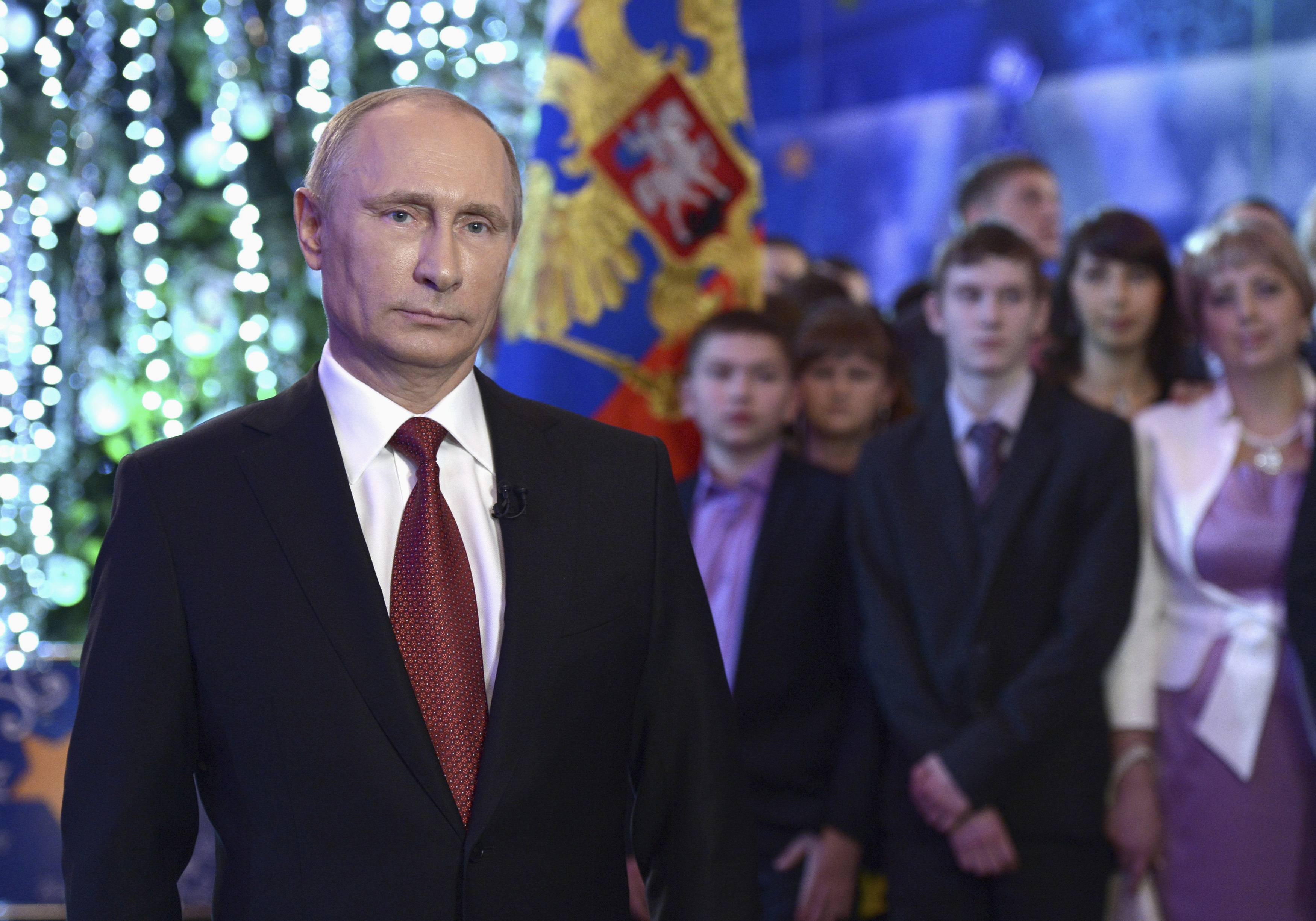
31 декабря 2013 года
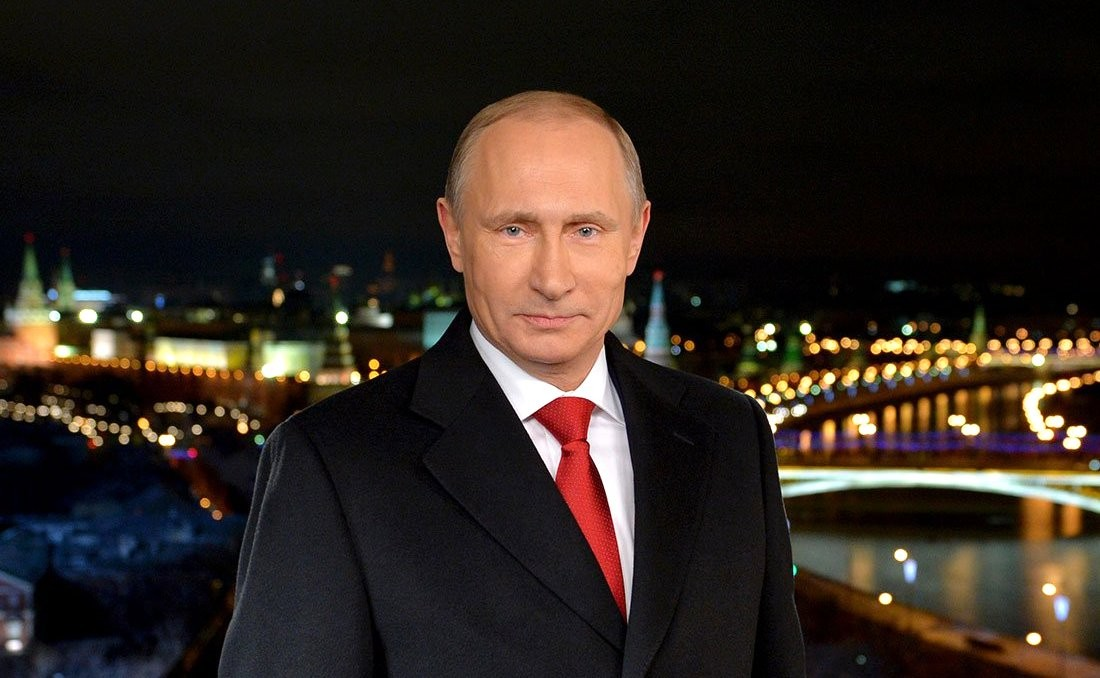
31 декабря 2014 года
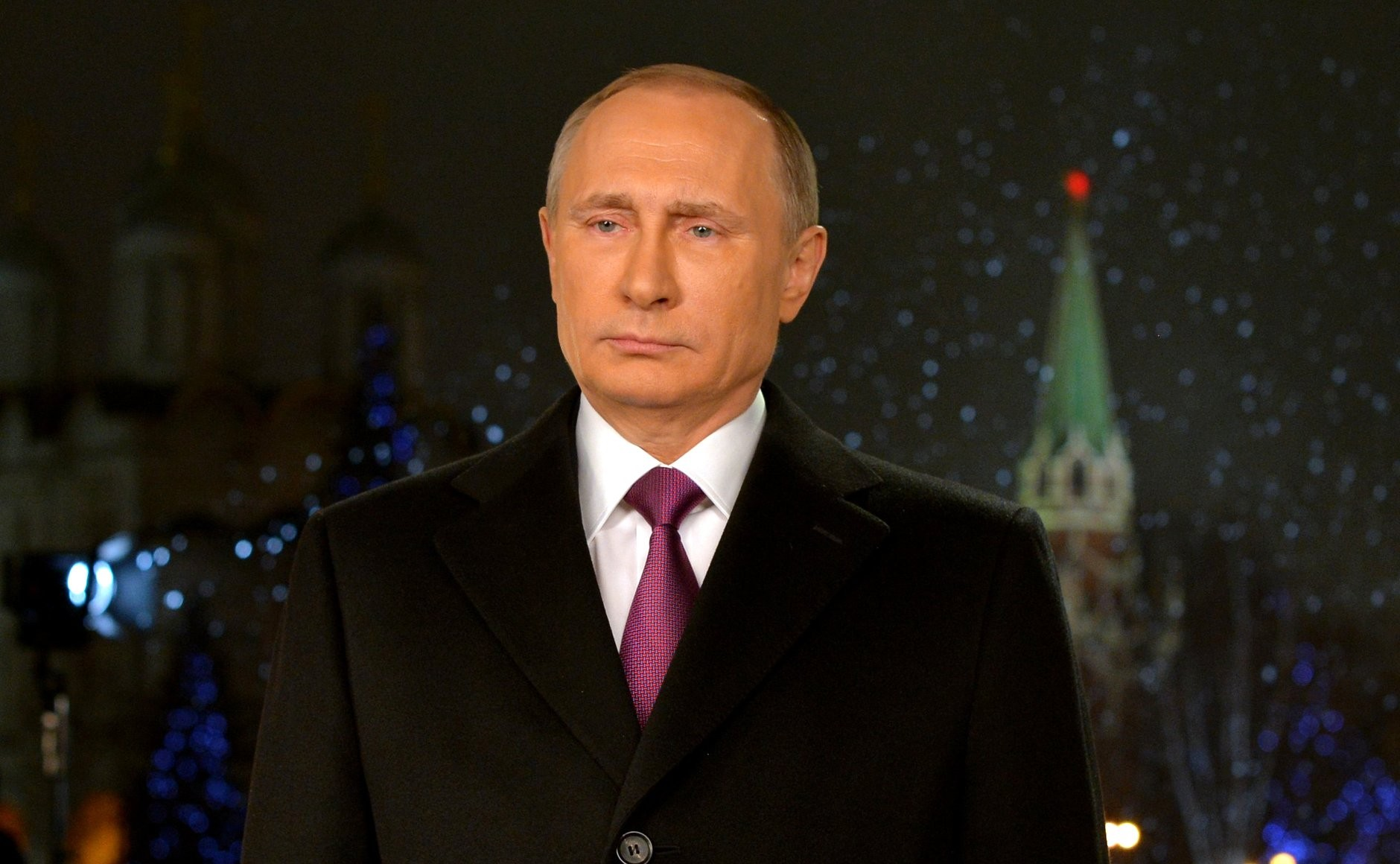
31 декабря 2015 года
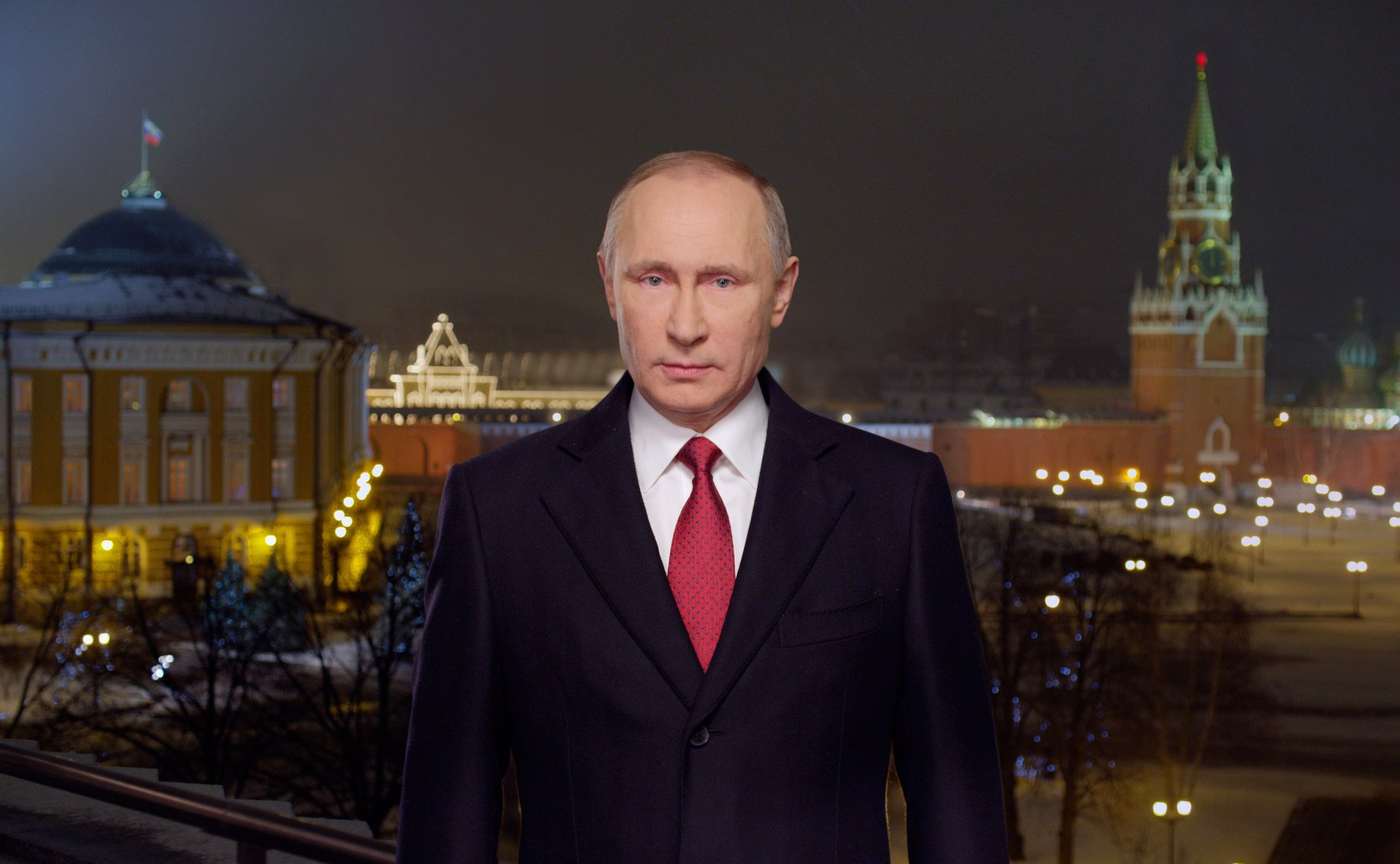
31 декабря 2016 года
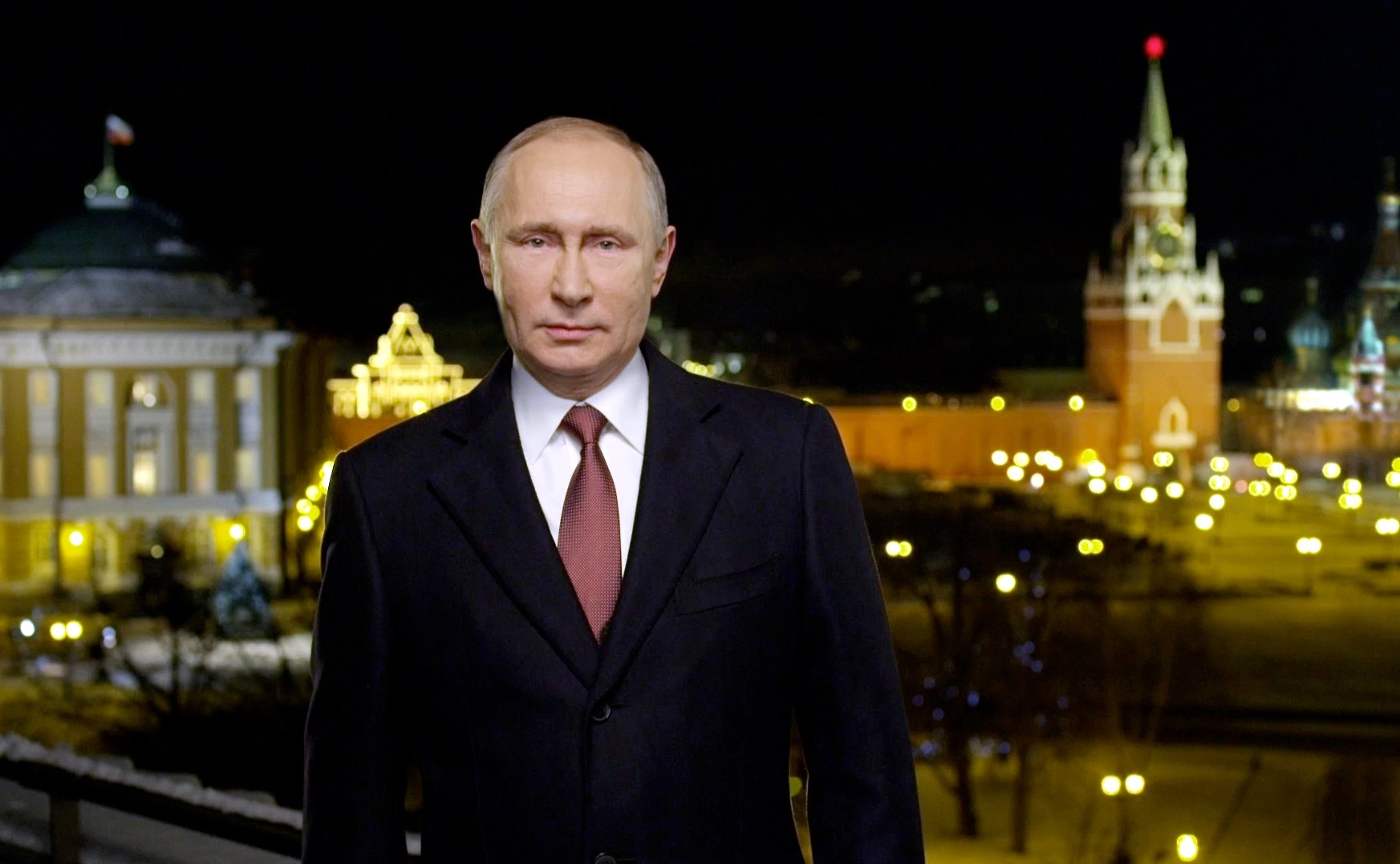
31 декабря 2017 года
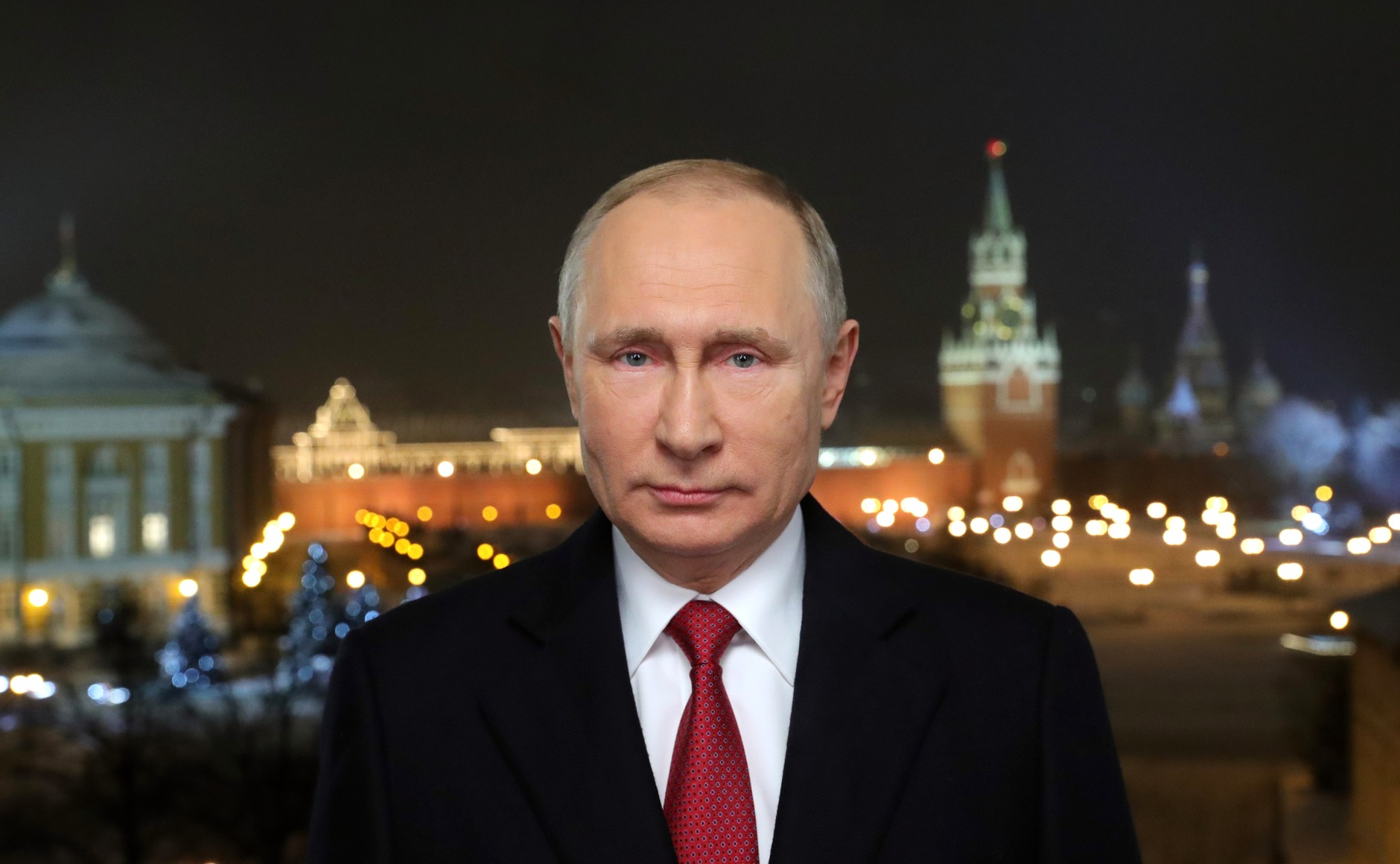
31 декабря 2018 года
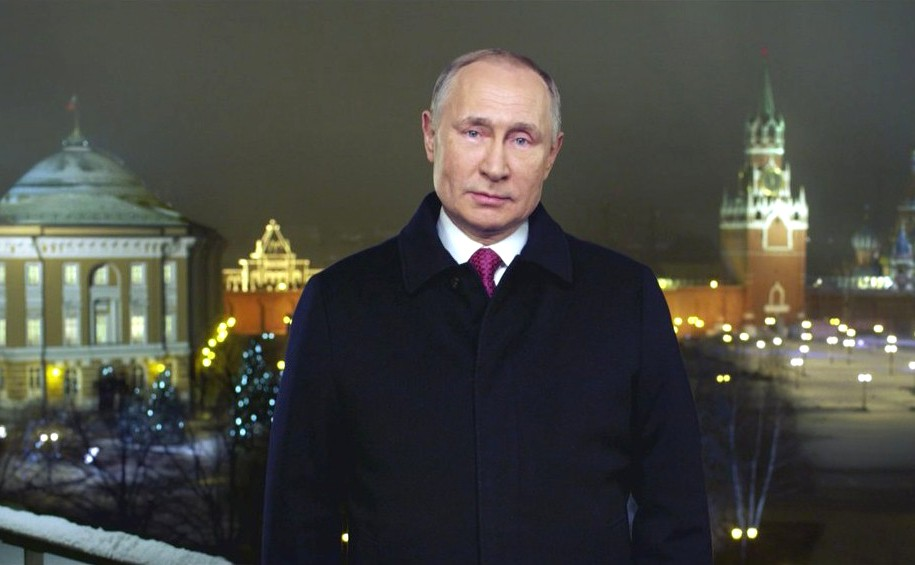
31 декабря 2019 года
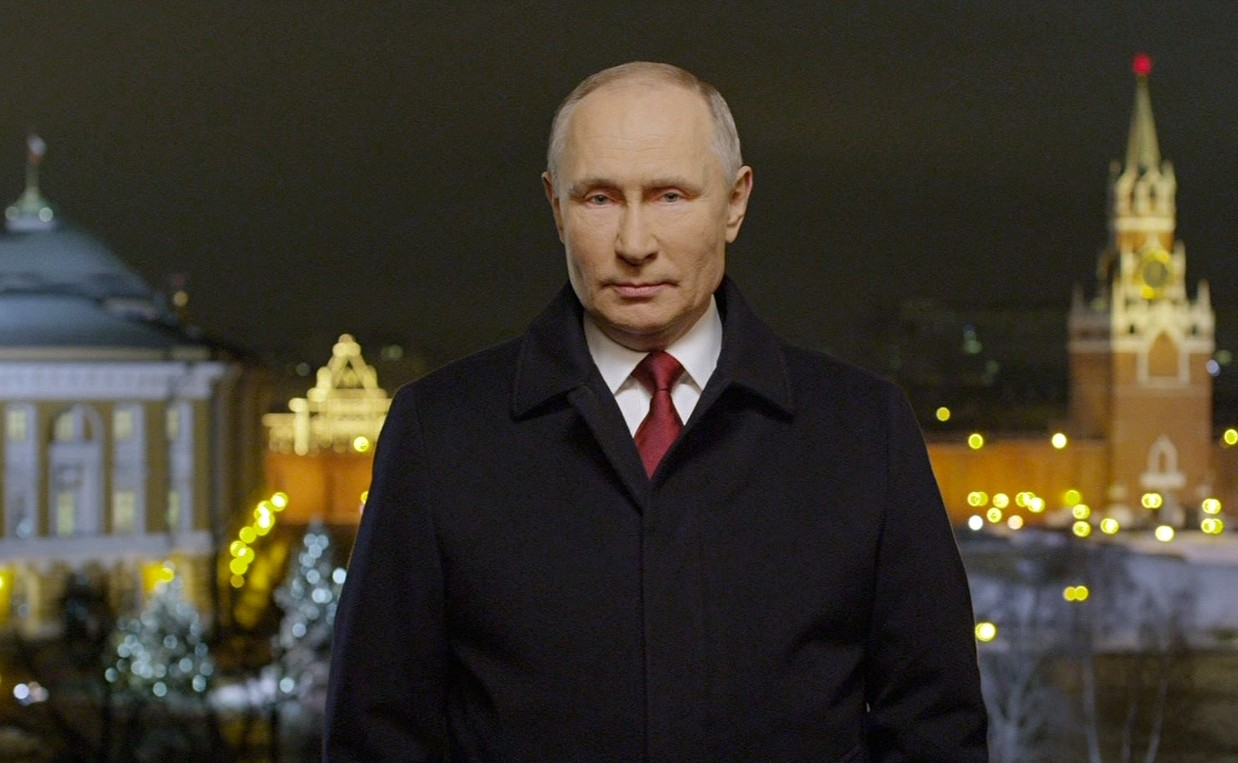
31 декабря 2020 года
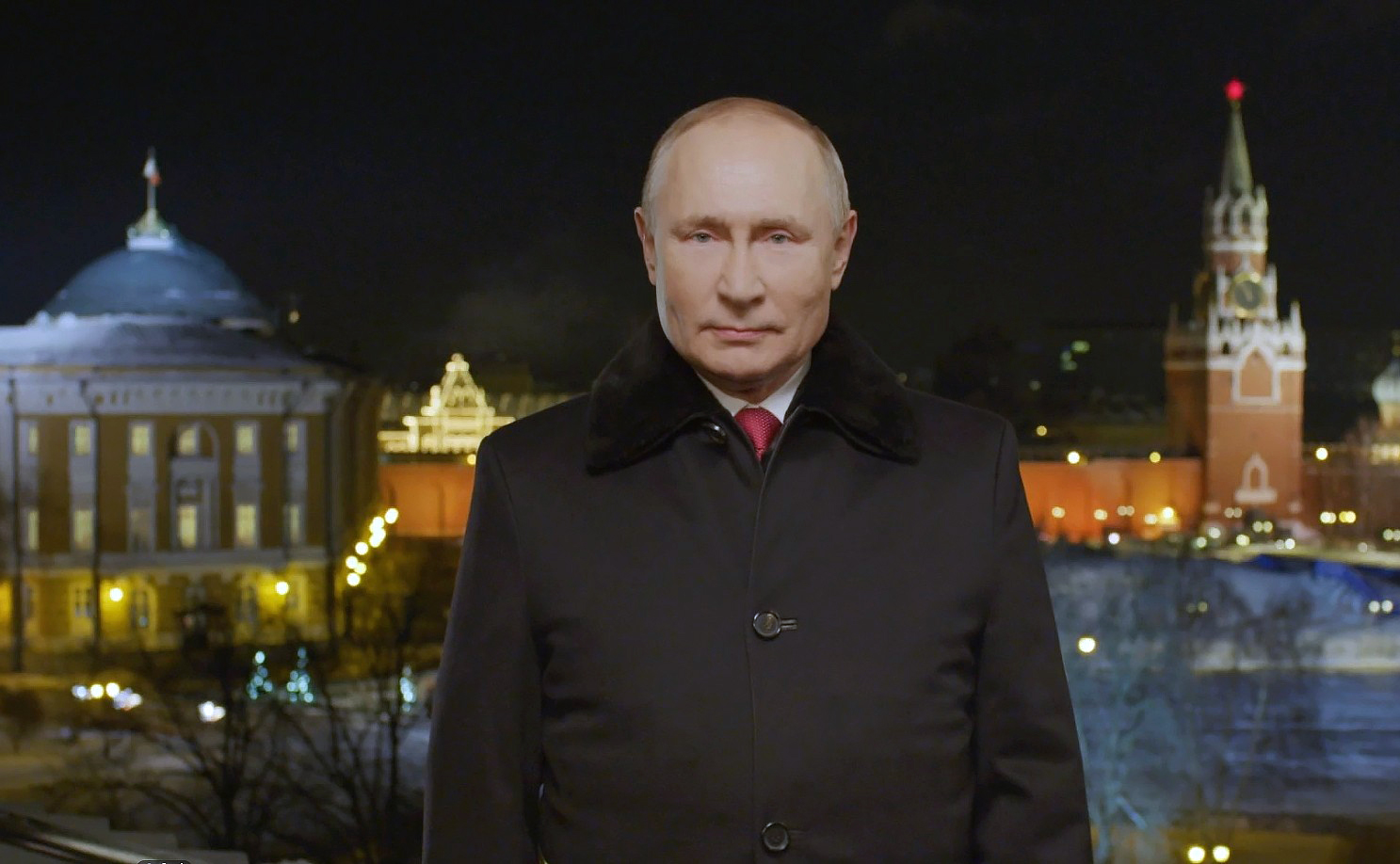
31 декабря 2021 года
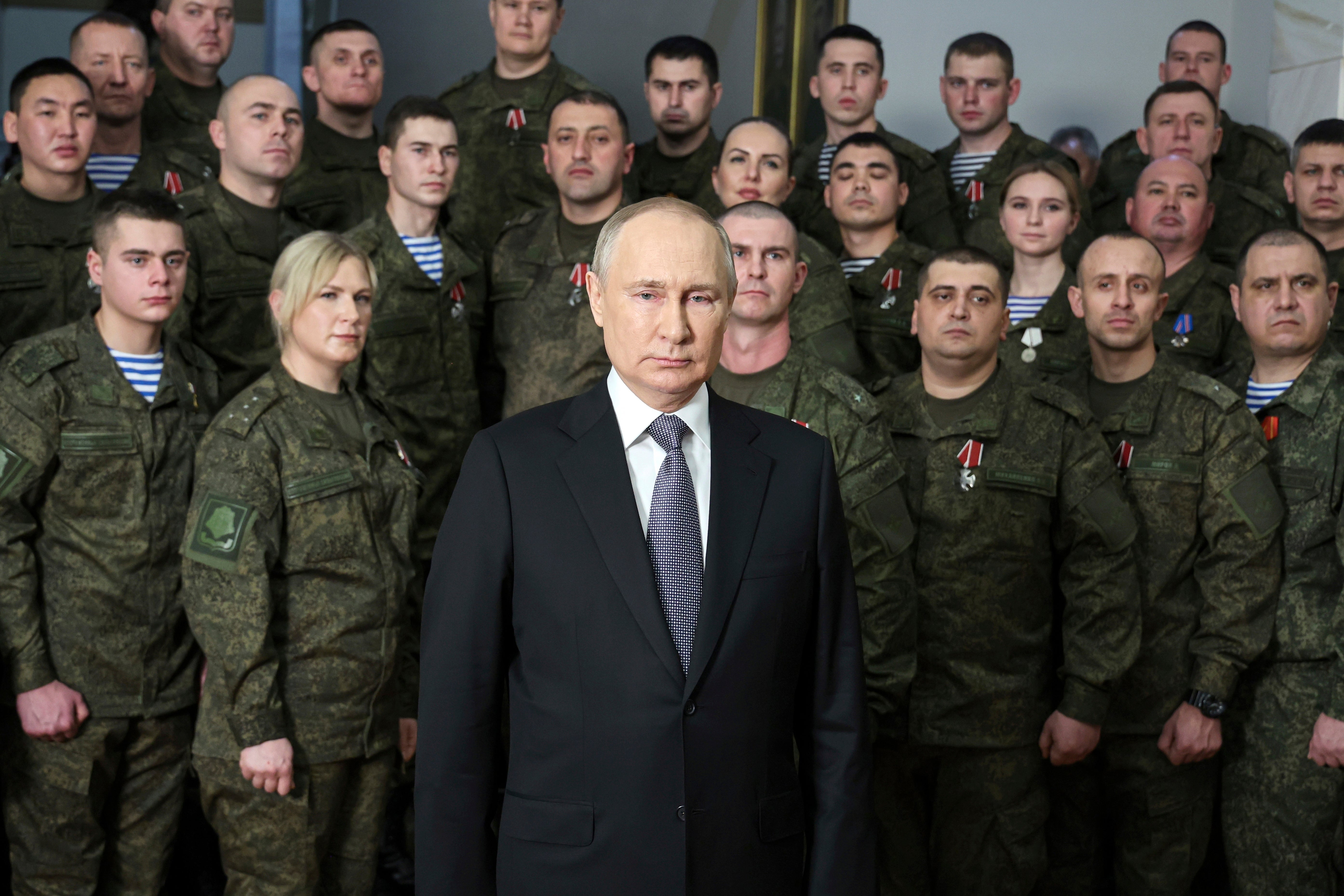
31 декабря 2022 года
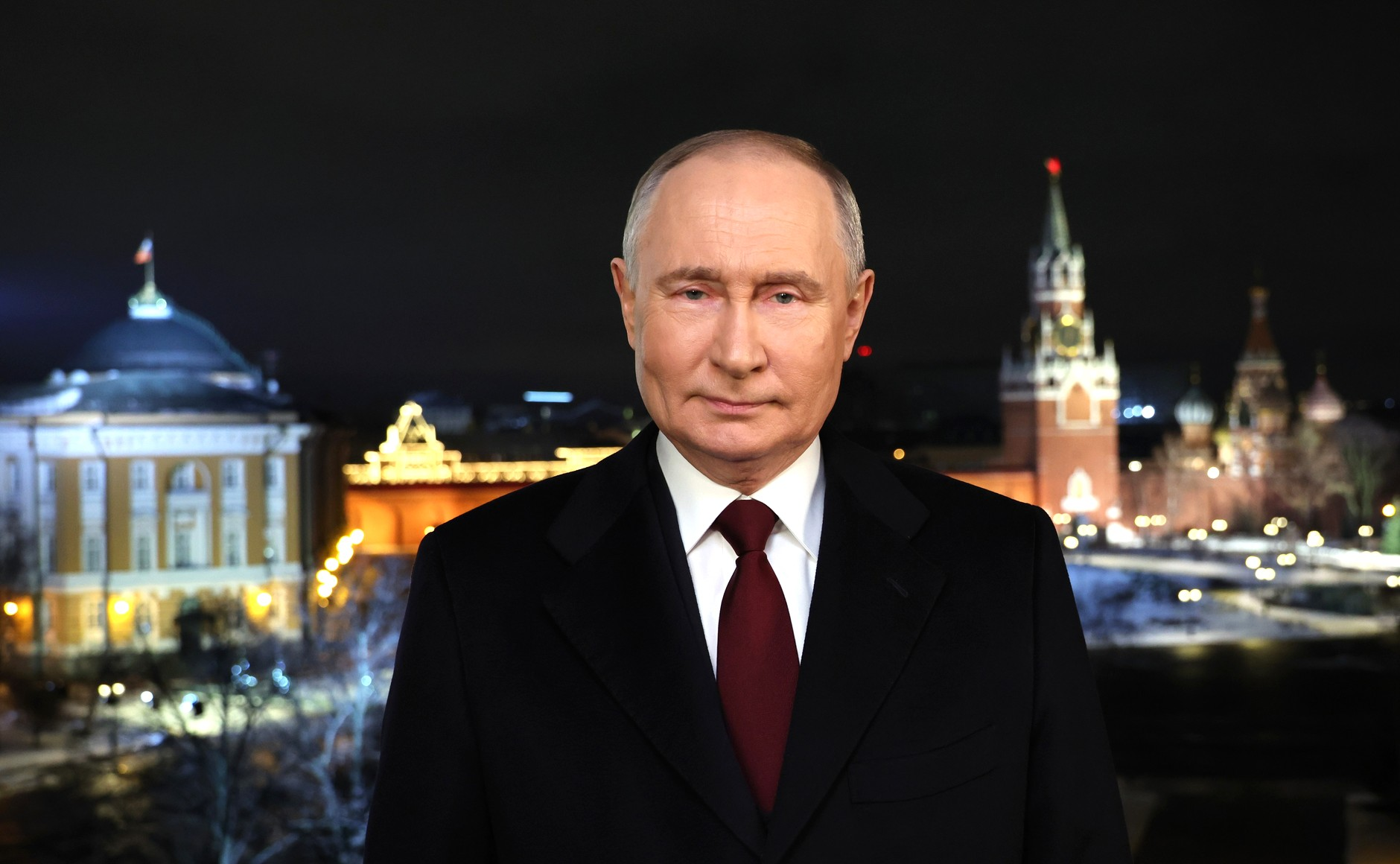
31 декабря 2023 года

### Дмитрий Медведев (2008—2012)
31 декабря 2008 года обращение президента впервые появилось в Интернете за несколько часов до Нового года. В своём выступлении Дмитрий Медведев подчеркнул, что в прошлом году Россия уверенно и достойно прошла тяжёлые испытания благодаря своим гражданам: «Убеждён, что какие бы трудности ни ждали нас в будущем, мы сможем с ними справиться. И государство сделает для этого всё необходимое».
31 декабря 2009 года Медведев подчеркнул, что Новый год — это новый шанс и успех действий зависит от каждого, от того, что каждый делает для своей семьи и страны.
В своей новогодней речи 2010 года Дмитрий Медведев отметил, что хотя Россия имеет богатую и древнюю историю, Россия — молодая страна, которой в 2011 году исполнится всего 20 лет. Он пожелал россиянам любви и счастья в Новом году.
Поздравляя россиян 31 декабря 2011 года, президент сказал: «Наш долг — сохранить Россию, построить передовое государство, где всем нам будет комфортно жить и интересно работать».

Накануне нового 2011 года Дмитрий Медведев появился в фильме «Ёлки». По сюжету, его роль заключалась в добавлении постановочных слов «На Деда Мороза надейся, а сам не плошай» в своё новогоднее обращение к народу. В действительности же в фрагменте с данными словами была применена компьютерная графика и запись голоса Медведева, сделанная режиссёром Александром Войтинским в Кремле.

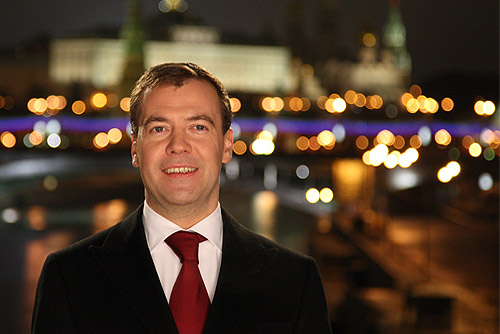
31 декабря 2008 года
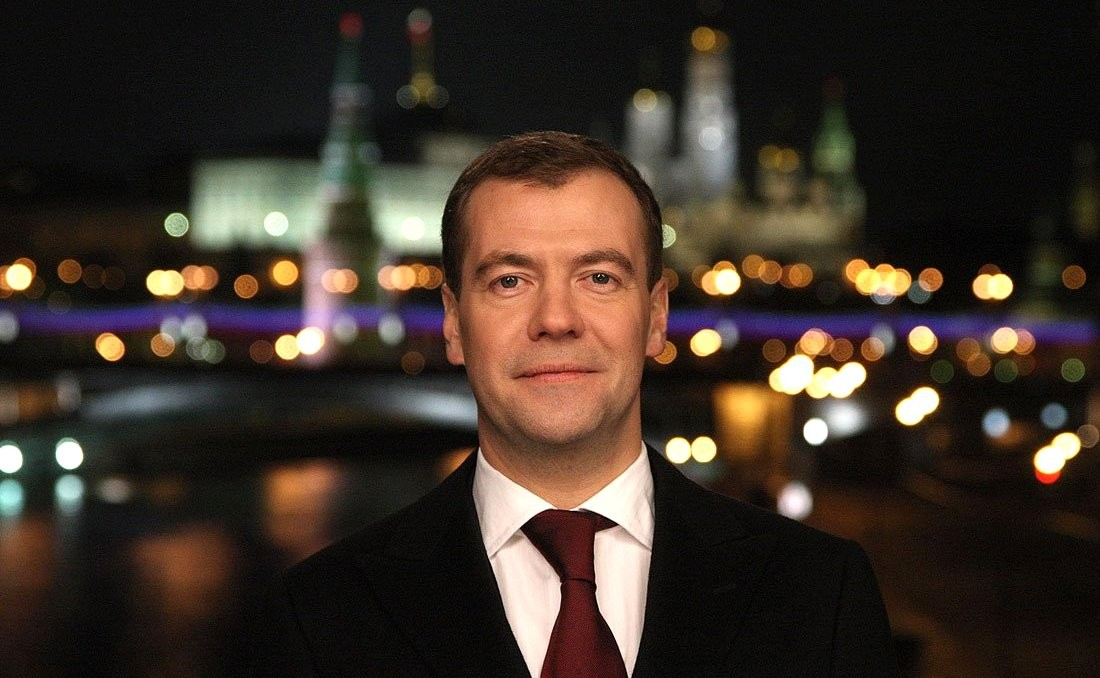
31 декабря 2009 года
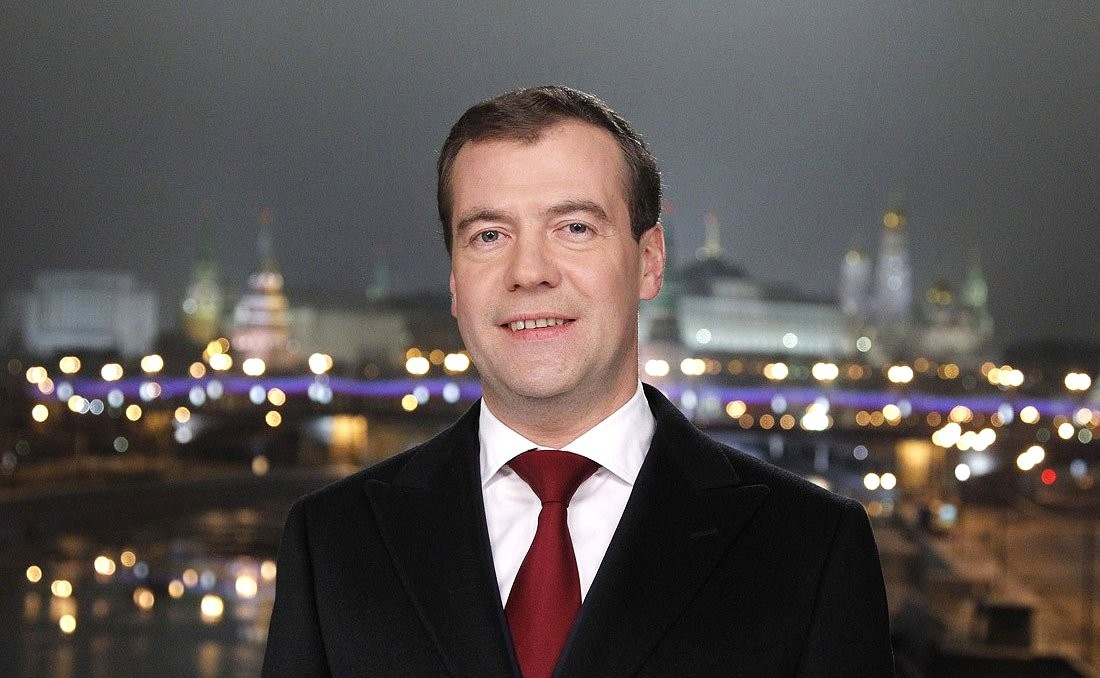
31 декабря 2010 года
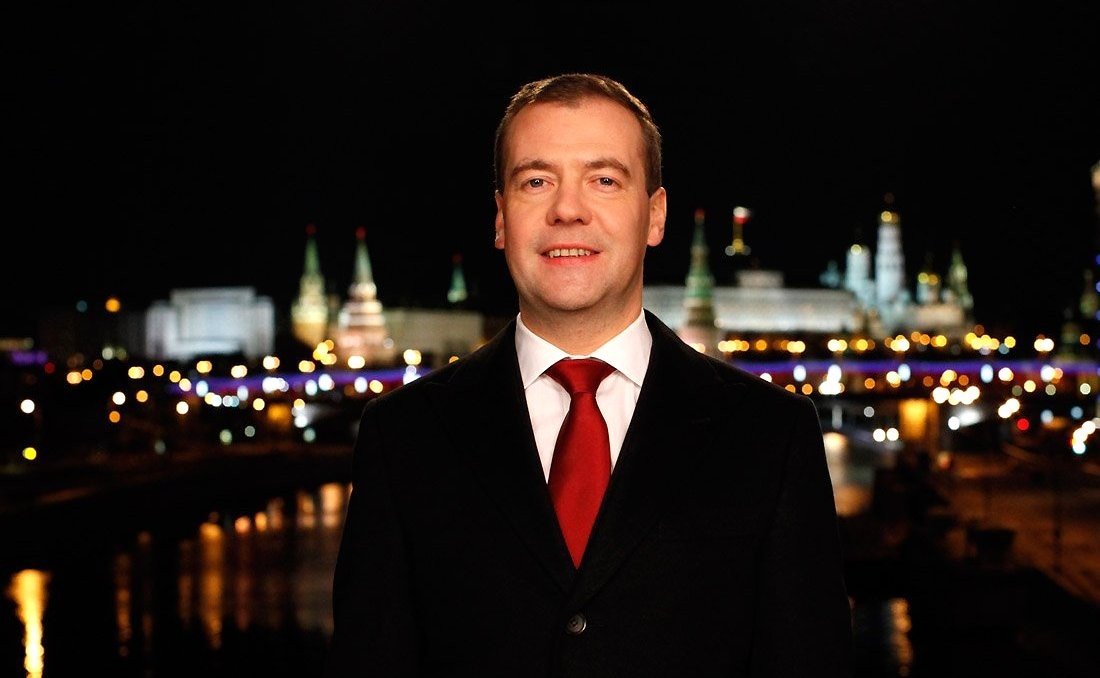
31 декабря 2011 года

## Место проведения
Михаил Горбачёв и Борис Ельцин выступали с новогодними обращениями из кабинета в Кремле. 31 декабря 1999 года Владимир Путин обратился к гражданам из рабочего кабинета, а 31 декабря 2000—2007 годов Путин выступал со своими обращениями на Ивановской площади Московского Кремля. 31 декабря 2008—2011 годов к народу с обращением выступал третий президент России Дмитрий Медведев. Обращения записывались с Патриаршего моста с видом на Кремль. Причём обращение 31 декабря 2010 года записано значительно раньше даты праздника. Если присмотреться, то видно, что на заднем плане нет снега и Москва-река ещё не замёрзла. Ивановская площадь вновь стала местом новогоднего обращения, когда Владимир Путин вновь занял кресло президента в 2012 году, но с другого ракурса.
31 декабря 2013 года в связи с терактами в Волгограде накануне Нового года возникла ситуация, когда для Дальнего Востока за несколько минут до полуночи было показано обращение Путина, записанное за несколько дней до Нового года (соответственно, без упоминания о прошедших терактах), а на остальную страну — экстренно переписанное за несколько часов до Нового года в связи с последними событиями. Обращение было записано в Хабаровске, куда Путин прилетел встречать Новый год вместе с семьями, пострадавшими от наводнений. Впервые после 1999 года обращение транслировалось из закрытого помещения. Обращение, показанное на Дальнем Востоке, также могли видеть и жители Новосибирска. При этом первая версия новогоднего обращения главы государства была показана жителям Камчатки, Чукотки и Магаданской области.
31 декабря 2014 года, в связи с реконструкцией Спасской башни, фон новогоднего обращения снова изменился: запись проходила на фоне Большого Кремлёвского дворца. Также с этого года обращение перестали показывать по телеканалам Белоруссии, так как с 2014 года время в Белоруссии и Москве совпадает. Ранее Новый Год в Москве наступал, когда в Минске было 23:00, поэтому на протяжении 20 лет в эфир сначала (в 22:55 по минскому времени) выходило обращение президента РФ, а затем, в 23:50 — обращение президента Белоруссии.
31 декабря 2015 года Владимир Путин вновь обращался к гражданам с Ивановской площади Кремля. С 2016 года новогоднее обращение Путина записывается вновь с Ивановской площади, с того же ракурса 2001—2008 годов, но в связи с демонтажом 14 корпуса Кремля фон выглядит иначе.
Обращение, показанное 31 декабря 2022 года, было записано в штабе Южного военного округа в Ростове-на-Дону. Перед началом съёмок военные, стоявшие на фоне Путина, получили из рук президента государственные награды.

## Организация обращения
Как правило, обращение президента готовится задолго до праздника и транслируется СМИ в последние минуты уходящего года. За несколько дней до Нового года в Кремль приезжает съёмочная группа «Первого канала» (до 2002 года — ОРТ). Телевизионные работники освещают здание Кремля и регулируют звук. За час до начала съёмок выпускают соколов для разгона ворон, которые в большом количестве находятся на кремлёвской площади (в Кремле постоянно работают соколиные бригады). После того, как всё готово к съёмкам, прибывает президент. Текст новогоднего поздравления готовится за несколько дней до выступления.
Телевизионные работники, как правило, записывают обращение с первого дубля, без редактирования и склейки. При этом самое сложное во всём этом процессе — синхронизировать окончание новогоднего обращения с началом первого удара курантов.

## Трансляция
С 2002 года трансляция новогоднего обращения президента РФ стала осуществляться на всех спортивных каналах производства «НТВ-Плюс» (с 2016 года — субхолдинга «ГПМ Матч!»). В первые три года вещания обращение шло только на основном спортивном канале. Трансляция обращения на всех эфирных каналах одновременно, включая некоторые специализированные неэфирные каналы, стала осуществляться лишь с 2006 года.
С 2005 года на телеканале «Россия» обращение транслируется с бегущей строкой, на которой дублируется речь президента. С 2006 года запись новогоднего обращения президента РФ стала транслироваться и на тематических каналах «Цифрового телесемейства Первого канала» («Дом кино», «Время», «Музыка Первого» и другие). В первые годы вещания на телеканале «Время» обращение президента шло дважды: первое — в 23:55 по московскому времени, а второе — в 23:55 по времени Нью-Йорка.
С 2010 года новогоднее обращение президента РФ транслируется в формате 16:9.
Из-за множественных часовых поясов на территории России, новогоднее обращение не во всех регионах передаётся в 23:55. Например, на Камчатке с 2010 года обращение передавалось уже после наступления нового года в 0:55, а на некоторых каналах в 1:55. С 1990-х годов жители Новосибирской, с 2002 года — Томской, с 2010 года — Кемеровской области имели возможность смотреть новогоднее обращение президента на час раньше — в 22:55. Это было связано, в первую очередь, с тем, что после смены часового пояса в регионах трансляция некоторых каналов (в том числе Первый канал, Россия и НТВ) осуществлялась по «старому» времени в соответствии с принятыми на этих каналах схемами вещания по четырём дублям. В период 2014—2016 годов эти регионы вернулись к прежнему часовому поясу, и их жители смогли посмотреть обращение президента в 23:55 на всех телеканалах.
25 декабря 2017 года появилась новость о том, что все жители России впервые смогут увидеть поздравление главы государства вовремя, в 23:55. 31 декабря 2017 года на российских центральных каналах (Первый канал, Россия, НТВ, ТНТ, Пятый канал, Культура и РЕН ТВ) новогоднее обращение было впервые показано с учётом часовых поясов.
На космодроме Байконур, арендованном Россией до 2050 года, местный канал транслирует сразу два обращения — от президентов России и Казахстана. А поскольку Казахстан не переходит на летнее время, эфир российских каналов до 2011 года зимой был сдвинут на час вперёд.
С 2021 года на телеканале ОТР обращение транслируется с сурдопереводом.

## Анализ
Доктор филологических наук Ж. Р. Сладкевич пишет, что Борис Ельцин поздравлял страну с бокалом шампанского и в кругу семьи, что его поздравления отличались от речей предыдущих руководителей страны простым неказенным языком и что Ельцин первым из руководителей государства появился перед россиянами с бокалом шампанского. Сладкевич отмечает, что в поздравительной речи Владимира Путина и Дмитрия Медведева преобладают номинации «дорогие друзья» и «уважаемые граждане России». Путин использует подчёркнуто нейтральные номинации, адресованные максимально широкому кругу возможных адресатов многонациональной страны. Российские президенты произносят поздравления перед резиденцией, на открытом пространстве, в ночное время. Президент предстаёт не как «кабинетный деятель», а как избранник народа, вместе с которым он встречает Новый год («припорошенное снегом пальто, пар изо рта при произнесении речи указывают на то, что, несмотря на мороз, президент вышел к людям, чтобы поздравить их с праздником»).
Кандидат филологических наук Л. А. Ласица пишет, что содержание речи президента Владимира Путина, по сравнению с речью королевы Великобритании Елизаветы II, достаточно неконкретно, он ограничивается поверхностной оценкой событий уходящего года. В речи Путина доминируют общие фразы абстрактной семантики, причём в обращениях периода от 2000 до 2007 года прослеживается тенденция к их увеличению и формализации:
- «В стране появились заметные элементы стабильности» (2000);
- «К России стали относиться с большим доверием и уважением в мире» (2001);
- «<…> были очевидные достижения <…>, люди уверенней смотрят в будущее» (2003);
- «Мы предприняли серьёзные шаги, направленные на повышение эффективности власти, её открытости обществу и ответственности перед ним» (2004);
- «<…> уходящий в историю 2005 год в целом был позитивным для нас по всем направлениям <…>» (2005).

Фактуальная информация в обращениях Путина сведена к минимуму. Отдельные факты, которые приводит президент России, — это годовщина Победы в Великой Отечественной войне и война с мировым терроризмом. Ласица отмечает, что выступления 2012—2015 годов демонстрируют тенденцию к большей конкретике: «братская поддержка жителей Крыма и Севастополя» (2014); «Олимпийские игры в Сочи» (2014); «бесчеловечные террористические акты в Волгограде и беспрецедентные по масштабу стихийные бедствия на Дальнем Востоке» (2013). Постоянным содержательным компонентом является обращение к семейным ценностям, уважение к людям старшего поколения, любовь к детям, забота о близких людях. Выступления президента, пишет Ласица, более лаконичны и абстрактны, чем послания королевы.
В речи российского президента часто встречается слово «Россия», а также «Родина». Часто используется местоимение «каждый». В большинстве случаев Владимир Путин отождествляет себя с российским народом, используя элементы «мы», «наш», «всех нас», «каждый из нас». Новогоднее обращение президента более формально — он никогда не говорит о собственной жизни, использует минимум фактуальной информации, давая общие характеристики уходящего года.